# Flores (volcan)
Cet article possède des homonymes et des paronymes, voir Flores.
Le Flores est un volcan du Guatemala.